# كأس سلوفاكيا 1999–2000
كأس سلوفاكيا 1999–2000 هو موسم من كأس سلوفاكيا. كان عدد الأندية المشاركة فيه 42، وفاز فيه إنتر براتيسلافا.